# Vireo
Vireo – rodzaj ptaków z podrodziny wireonków (Vireoninae) w obrębie rodziny wireonkowatych (Vireonidae).

## Zasięg występowania
Rodzaj obejmuje gatunki występujące w Ameryce.

## Morfologia
Długość ciała 10–16 cm; masa ciała 7–26 g.

## Systematyka
Rodzaj zdefiniował w 1808 roku francuski ornitolog Louis Jean Pierre Vieillot w publikacji swojego autorstwa Histoire naturelle des oiseaux de l’Amérique Septentrionale. Vieillot nie wskazał gatunku typowego. W ramach późniejszego oznaczenia w 1855 roku angielski ornitolog George Robert Gray na gatunek typowy wyznaczył wireonka białookiego (V. grisea).

### Etymologia
- Vireo: łac. vireo, vireonis „mały, zielony, wędrowny ptak”, być może samica wilgi zwyczajnej, ale także utożsamiany z dzwońcem zwyczajnym (por. vireo „jestem zielony”, od virere „być zielonym”)[19].
- Vireosylva (Vireosylvia): zbitka wyrazowa nazw rodzajów: Vireo Vieillot, 1808 (wireonek) i Sylvia Scopoli, 1769 (dzierzba)[20]. Gatunek typowy: Muscicapa olivacea Linnaeus, 1766.
- Phyllomanes: gr. φυλλον phullon „liść”; -μανης -manēs „namiętnie lubić”, od μανια mania „pasja”, od μαινομαι mainomai „być wściekłym”[21].
- Neochloe: gr. νεος neos „nowy, niespodziewany”; χλοη khloē „zielony” (tj. wireonek)[22]. Gatunek typowy: Neochloe brevipennis P.L. Sclater, 1858.
- Lanivireo (Laniivireo, Laniovireo): zbitka wyrazowa nazw rodzajów: Lanius Linnaeus, 1758 (dzierzba) i Vireo Vieillot, 1808 (wireonek)[23]. Gatunek typowy: Vireo flavifrons Vieillot, 1808.
- Laletes: gr. λαλητης lalētēs „gaduła, papla”, od λαλεω laleō „rozmawiać”[24]. Gatunek typowy: Laletes osburni P.L. Sclater, 1861.
- Vireonella: rodzaj Vireo Vieillot, 1808 (wireonek); łac. przyrostek zdrabniający -ella[25]. Gatunek typowy: Vireo gundlachii Lembeye, 1850.
- Chlorochroa: gr. χλωρος khlōros „zielony”; χροα khroa, χροας khroas „wzór, kolor”, od χρως khrōs, χρωτος khrōtos cera[26]. Gatunek typowy: Chlorochroa vireonina G.R. Gray, 1869 (= Vireo hypochryseus P.L. Sclater, 1863).
- Lawrencia: George Newbold Lawrence (1806–1895), amerykański biznesmen, kolekcjoner, ornitolog[27]. Gatunek typowy: Empidonax nanus Lawrence, 1875.
- Solivireo: łac. solus, solius „sam”; rodzaj Vireo Vieillot, 1808[28]. Gatunek typowy: Muscicapa solitaria A. Wilson, 1810.
- Melodivireo: łac. melodus „melodyjny”, od gr. μελωδος melōdos „muzykalny”, od μελος melos „śpiew”; rodzaj Vireo Vieillot, 1808[29]. Gatunek typowy: Muscicapa gilva Vieillot, 1808.

### Podział systematyczny
Do rodzaju należą następujące gatunki:

- Vireo sclateri (Salvin & Godman, 1883) – wireonek szaroskrzydły
- Vireo philadelphica (Cassin, 1851) – wireonek cytrynowy
- Vireo gilvus (Vieillot, 1808) – wireonek szary
- Vireo leucophrys (Lafresnaye, 1844) – wireonek brązowogłowy
- Vireo magister (S.F. Baird, 1871) – wireonek wielkodzioby
- Vireo olivaceus (Linnaeus, 1766) – wireonek czerwonooki
- Vireo chivi (Vieillot, 1817) – wireonek białobrewy
- Vireo gracilirostris Sharpe, 1890 – wireonek cienkodzioby
- Vireo flavoviridis (Cassin, 1851) – wireonek białobrzuchy
- Vireo altiloquus (Vieillot, 1808) – wireonek wąsaty
- Vireo vicinior Coues, 1866 – wireonek popielaty
- Vireo huttoni Cassin, 1851 – wireonek zielonkawy
- Vireo flavifrons Vieillot, 1808 – wireonek żółtogardły
- Vireo carmioli S.F. Baird, 1866 – wireonek żółtawy
- Vireo masteri Salaman & Stiles, 1996 – wireonek jasnoskrzydły
- Vireo cassinii Xántus de Vesey, 1858 – wireonek oliwkowogrzbiety
- Vireo solitarius (A. Wilson, 1810) – wireonek siwy
- Vireo plumbeus Coues, 1866 – wireonek ołowiany
- Vireo nanus (Lawrence, 1875) – wireonek płaskodzioby
- Vireo osburni (P.L. Sclater, 1861) – wireonek szarogłowy
- Vireo latimeri S.F. Baird, 1866 – wireonek płowy
- Vireo bellii Audubon, 1844 – wireonek skromny
- Vireo brevipennis (P.L. Sclater, 1858) – wireonek stalowy
- Vireo atricapilla Woodhouse, 1852 – wireonek czarnogłowy
- Vireo nelsoni J. Bond, 1934 – wireonek mały
- Vireo caribaeus J. Bond & Meyer de Schauensee, 1942 – wireonek karaibski
- Vireo modestus P.L. Sclater, 1861 – wireonek posępny
- Vireo gundlachii Lembeye, 1850 – wireonek kubański
- Vireo pallens Salvin, 1863 – wireonek namorzynowy
- Vireo bairdi Ridgway, 1885 – wireonek brązowy
- Vireo griseus (Boddaert, 1783) – wireonek białooki
- Vireo crassirostris (H. Bryant, 1859) – wireonek grubodzioby